# Mecynopus
Mecynopus is een kevergeslacht uit de familie van de boktorren (Cerambycidae). De wetenschappelijke naam van het geslacht werd voor het eerst geldig gepubliceerd in 1842 door Erichson.

## Soorten
Mecynopus omvat de volgende soorten:
- Mecynopus annulicornis McKeown, 1942
- Mecynopus cothurnatus Erichson, 1842
- Mecynopus semivitreus Pascoe, 1859